# Albrecht I. (Bayern)

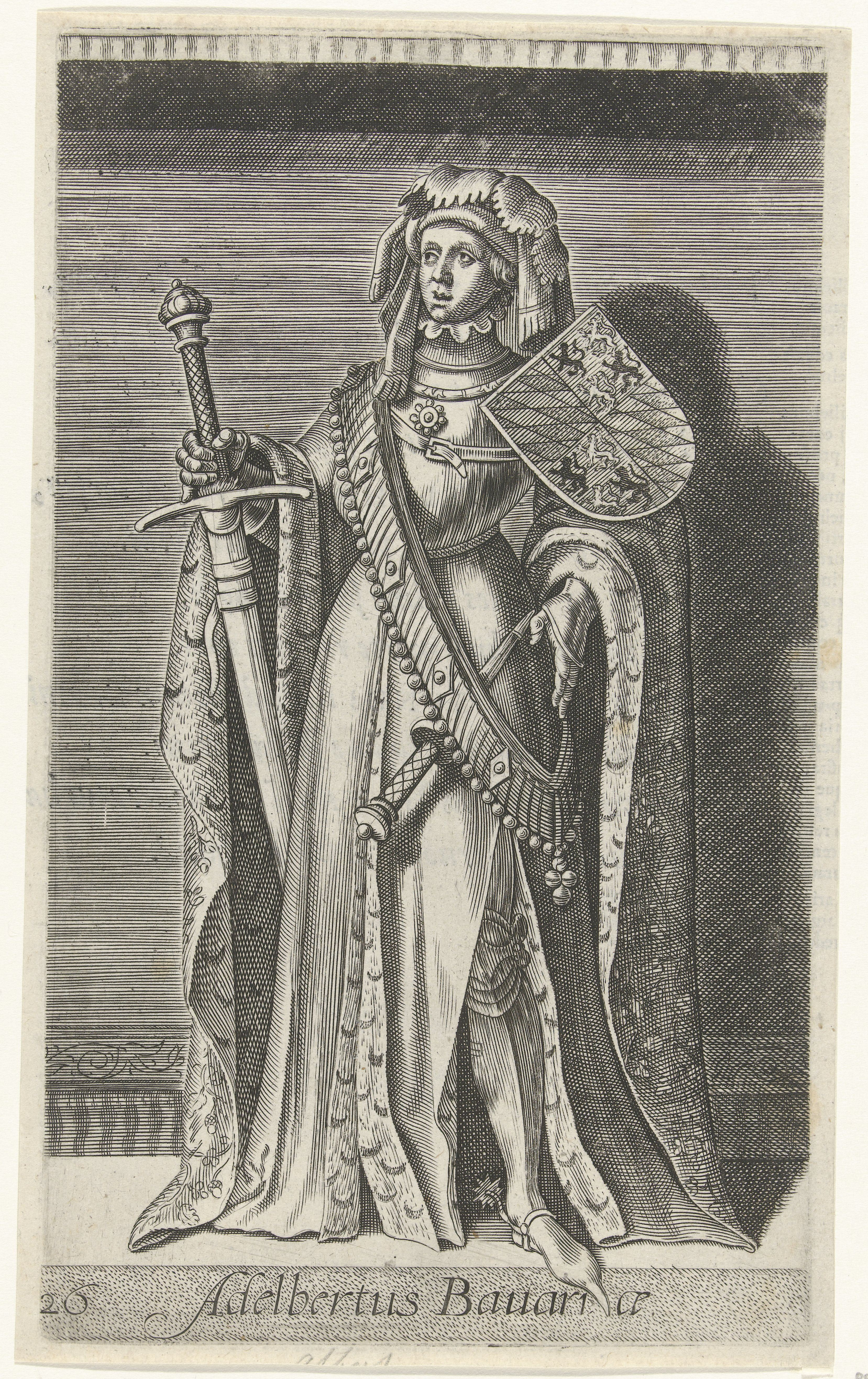
Albrecht I. von Bayern (Fantasiedarstellung von 1578)

Albrecht I. von Bayern (* 25. Juli 1336 in München, Herzogtum Bayern; † 16. Dezember 1404 in Den Haag) war ein Mitglied der Herrscherfamilie der Wittelsbacher. Er war Herzog von Bayern-Straubing, Graf von Holland, Zeeland und Hennegau sowie Herr von Friesland. Albrecht organisierte 1385 die Doppelhochzeit von Cambrai, an der mehr als 20.000 Gäste teilnahmen.

## Zeitgeschichtlicher Hintergrund
Mit Albrechts Vater Ludwig IV. dem Bayern stellten die Wittelsbacher 1314 erstmals den römisch-deutschen König. Ludwig, der sich erst nach langem Ringen gegen seinen Konkurrenten Friedrich den Schönen aus dem Hause Habsburg durchgesetzt hatte, baute die Hausmacht seiner Familie planvoll aus: Zusätzlich zu den angestammten Besitzungen in Bayern und der Pfalz erwarb er Brandenburg und Tirol sowie Holland, Seeland und den Hennegau. Nach seinem Tod 1347 fielen diese Gebiete an seine sechs Söhne Ludwig den Brandenburger, Stephan II., Ludwig den Römer, Wilhelm I., Albrecht I. und Otto V.
Das Todesjahr Ludwigs IV., 1347, stellt einen Einschnitt in der Geschichte Europas dar. Der Schwarze Tod, eine Pestepidemie ungeahnten Ausmaßes, verbreitete sich auf dem ganzen Kontinent. Zu den verheerenden ökonomischen und demografischen Auswirkungen der Pest trat der 1337 ausgebrochene Hundertjährige Krieg zwischen England und Frankreich. Auch der Einfluss der Kirche, die sich 1378 im Avignonesischen Schisma für vier Jahrzehnte spaltete, ging zurück. Wegen dieser Entwicklungen spricht man für die Zeit, in die Albrecht geboren wurde, auch von der Krise des Spätmittelalters.
Zunächst setzten Albrechts ältere Brüder die Reichspolitik ihres verstorbenen Vaters fort. Erst im Februar 1350 erkannten auch die Wittelsbacher Karl IV. als neuen König an und verpflichteten sich ihm die Reichskleinodien auszuliefern.

## Leben

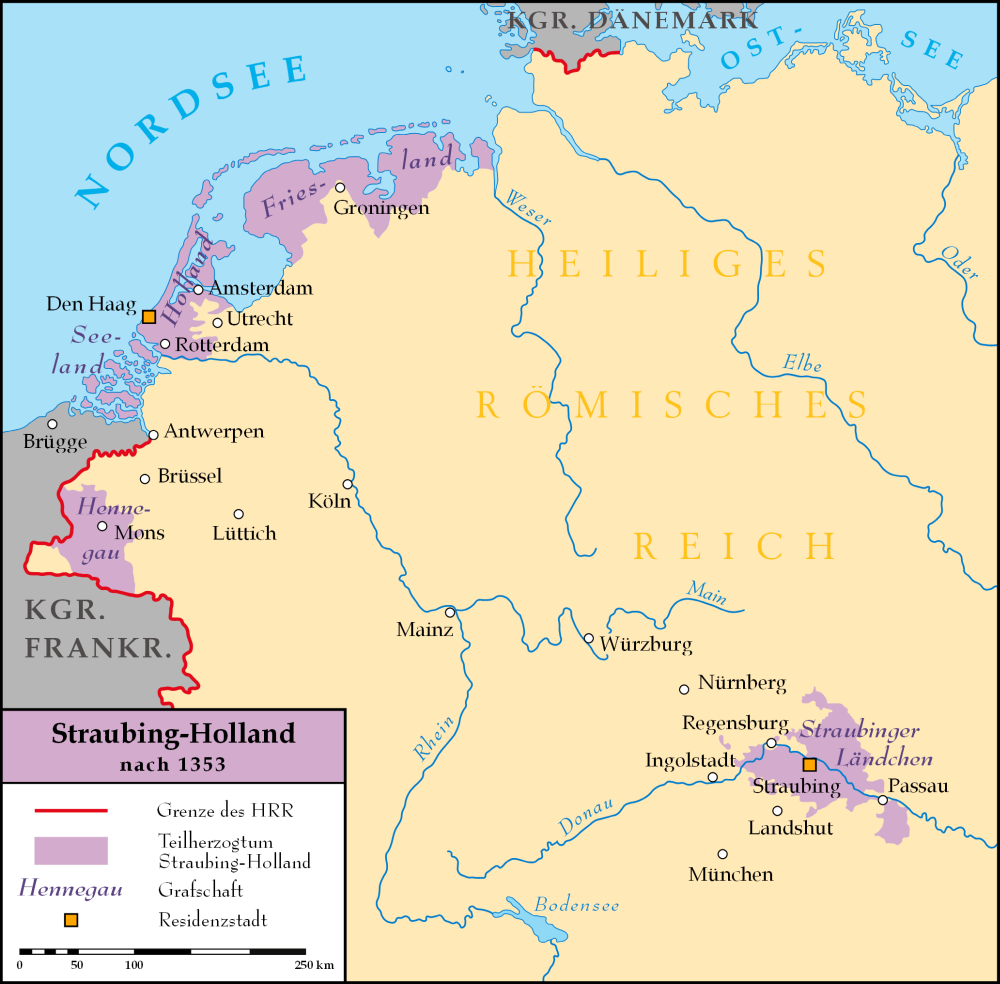
Das Herzogtum Straubing-Holland

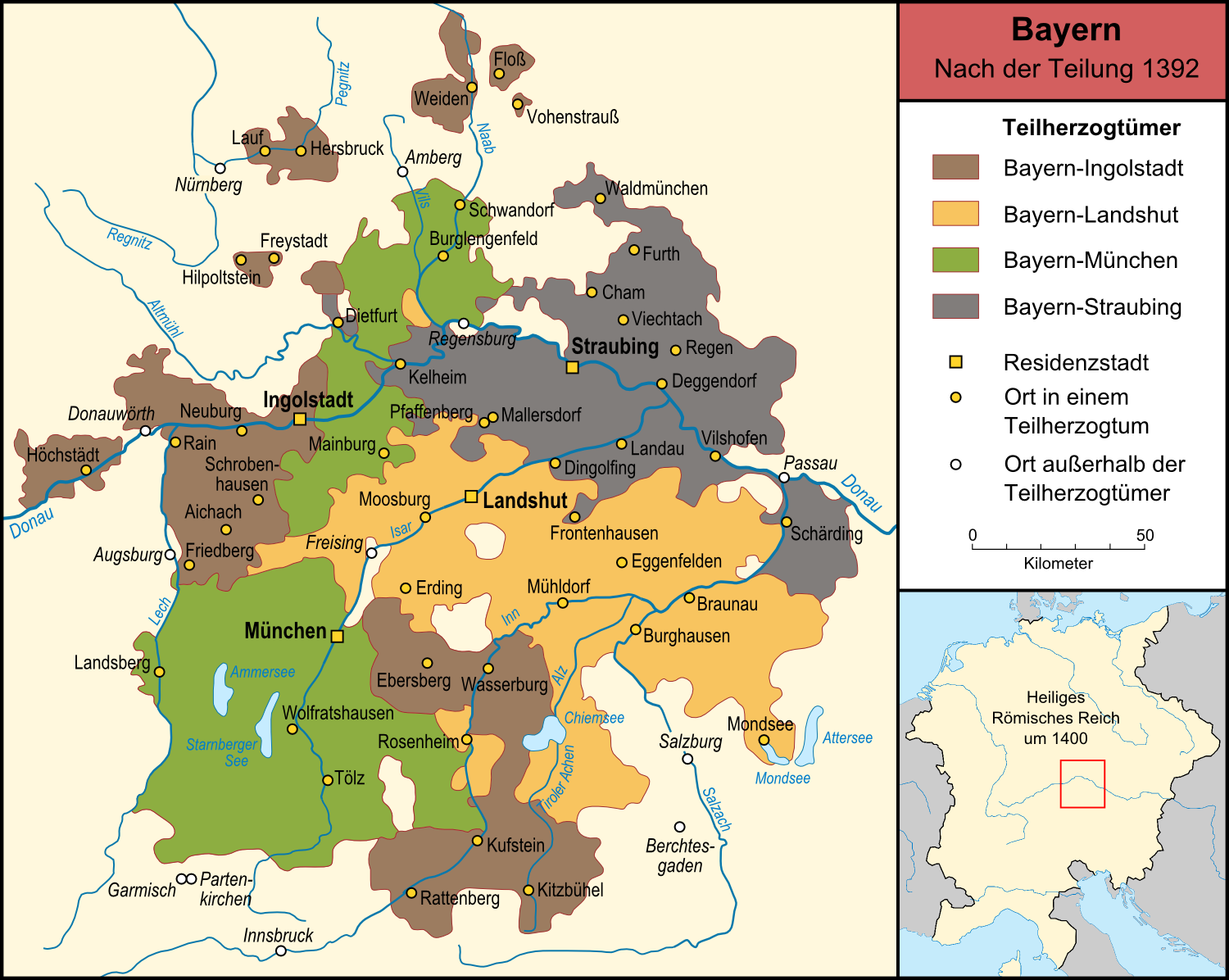
Die vier bayerischen Teilherzogtümer nach der Landesteilung von 1392

### Frühe Jahre und Herrschaftsbeginn
Albrecht I. war der dritte gemeinsame Sohn Kaiser Ludwigs IV. und seiner zweiten Ehefrau Gräfin Margarethe von Hennegau und Holland.
1345 war die Familie der Mutter im Mannesstamm ausgestorben. Am 7. September 1346 ordnete Ludwig der Bayer an, dass Margarethes zweiter Sohn Wilhelm I. seiner Mutter in den Niederlanden im Fall von deren Ableben nachfolgen solle, und dass nach Wilhelm, falls er kinderlos stürbe, Margarethes dritter Sohn Albrecht an die Reihe käme. Dafür verzichtete Ludwig VI. der Römer als ältester Sohn Margarethes auf das Erbe seiner Mutter, die niederländischen Grafschaften, wobei die Hintergründe nicht geklärt sind.
Nach dem Tod seines Vaters war Albrecht, noch minderjährig, 1347 bis 1349 gemeinsam mit seinen Brüdern Herzog in ganz Bayern. Von der Teilung des Herzogtums im Landsberger Vertrag 1349 bis 1353 regierte er gemeinsam mit Stephan II. und Wilhelm I. das niederbayerische Teilherzogtum. 1353 heiratete er Margarete von Liegnitz-Brieg († 1386), eine Tochter des Herzogs Ludwig I. von Liegnitz und Urenkelin des böhmischen Königs Wenzel II. Im selben Jahr wurde er im Regensburger Vertrag gemeinsam mit Wilhelm I. Herzog von Bayern-Straubing-Holland. Wilhelm verwaltete die Grafschaften im Norden, während Albrecht zunächst in Straubing blieb. Von bleibender Bedeutung war, dass Albrecht bereits 1355 alle Rügungen abschaffte, also die gegenseitigen Anzeigen der Gerichtsinsassen, die neben Hass zu einem bedenklichen System des Loskaufs geführt hatten.
Als Wilhelm 1357 dauerhaft geistig erkrankte, blieb dieser noch bis zu seinem Tode formell Herzog, die Herrschaft übte seither Albrecht jedoch alleine aus. Im Februar 1358 kam Herzog Albrecht nach Holland und am 7. März 1358 nahm er die Regentschaft in den Grafschaften an. Im Juni verzichtete dann sein Bruder Ludwig der Römer endgültig auf die Grafschaften. Erst nach Wilhelms Tod 1389 übernahm Albrecht auch den Grafentitel, zuvor wurde er als Ruwaard (Statthalter, Regent) bezeichnet.

### Herrschaft in Straubing-Holland
1357 ging Albrecht gegen seinen Straubinger Ministerialen Peter Ecker vor, der sich gegen ihn erhoben hatte. Obwohl Albrecht in Straubing ein repräsentatives Herzogsschloss errichten ließ, residierte er ab 1358 überwiegend in Den Haag, im Binnenhof. Ihm gelang es zunächst den letzten kabeljauschen Widerstand in Delft (1359) und Middelburg (1361) zu brechen, letzter wurde auch von England unterstützt. Als König Eduard III. von England über seine Frau Philippa von Hennegau, Albrechts Tante, neue Erbansprüche in den Niederlanden stellte, reiste Albrecht 1367 nach England und erreichte dessen Verzicht. Angesichts der Ansprüche Englands und der Gegnerschaft Kaiser Karls IV. schloss er sich eng an Frankreich an mit dem Erfolg, dass auch Karl IV. sich bald genötigt fand, ihn auch in seinem neuen Besitz in den Niederlanden anzuerkennen.

Wappen der Herzöge von Straubing-Holland
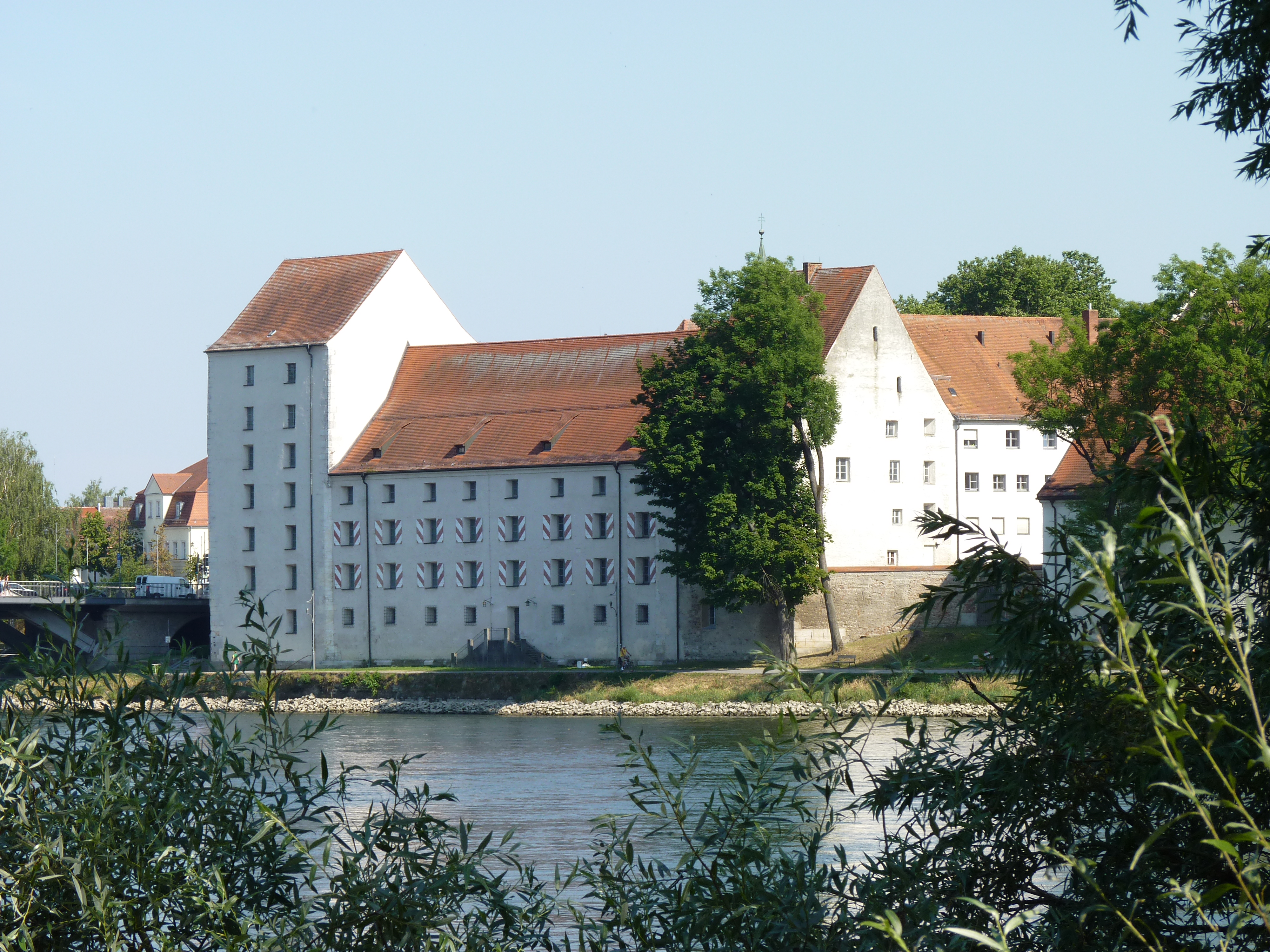
Herzogsschloss Straubing
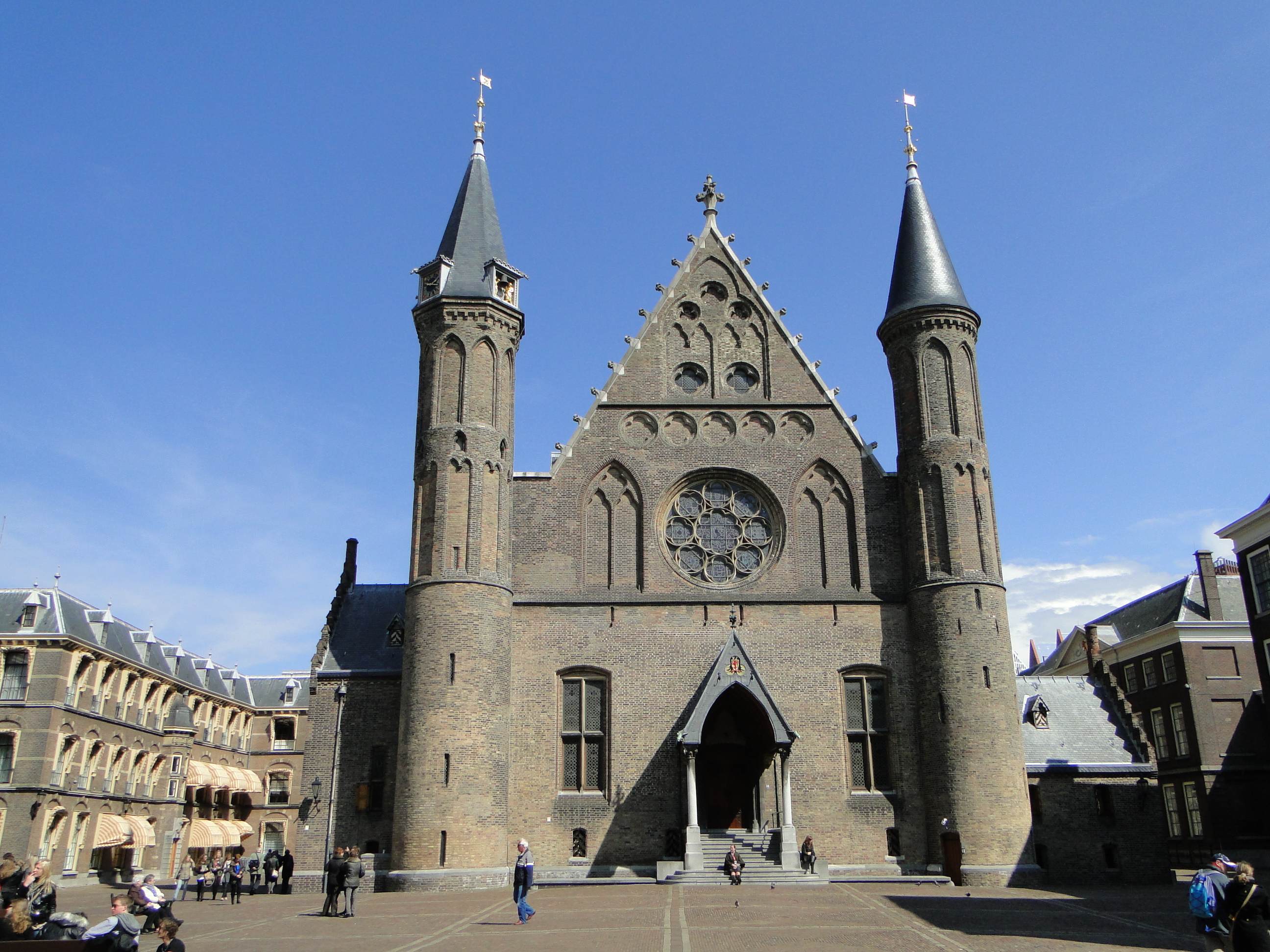
Binnenhof in Den Haag

Im Kampf um Tirol (1363–1369) stand Albrecht auf Seiten seines Bruders Stephan II. Im Frieden von Schärding konnte Albrecht 1369 sein Straubinger Herzogtum mit dem Rückfall von Schärding nach Osten konsolidieren. Im Jahre 1356 hatte Albrecht Geldmittel benötigt, um gegen Einfälle aus Böhmen eine Streitmacht aufstellen zu können, und hatte daher 1357 die Stadt Schärding samt Gebiet und Maut für 20.000 Goldgulden an die Herzöge von Österreich verpfändet.
Außenpolitisch bemühte sich Albrecht in späteren Jahren um Neutralität und möglichst vielseitige Bündnisse mit den Nachbarn seiner Territorien. Seine Herrschaft war durch seine ehrgeizige Heiratspolitik abgesichert und mit den politischen Ehen seiner Kinder schloss er sich stärker an das Haus Burgund an, mit dem er nun verwandtschaftlich verbunden war. Im Jahre 1385 organisierte er die Doppelhochzeit von Cambrai. Als Nachfolger standen drei Söhne bereit: Wilhelm II., der die niederländischen Grafschaften übernehmen sollte, Albrecht II., der für die Herrschaft in Straubing vorgesehen war, und Johann III., der als Fürstelekt dem Bistum Lüttich vorstand.

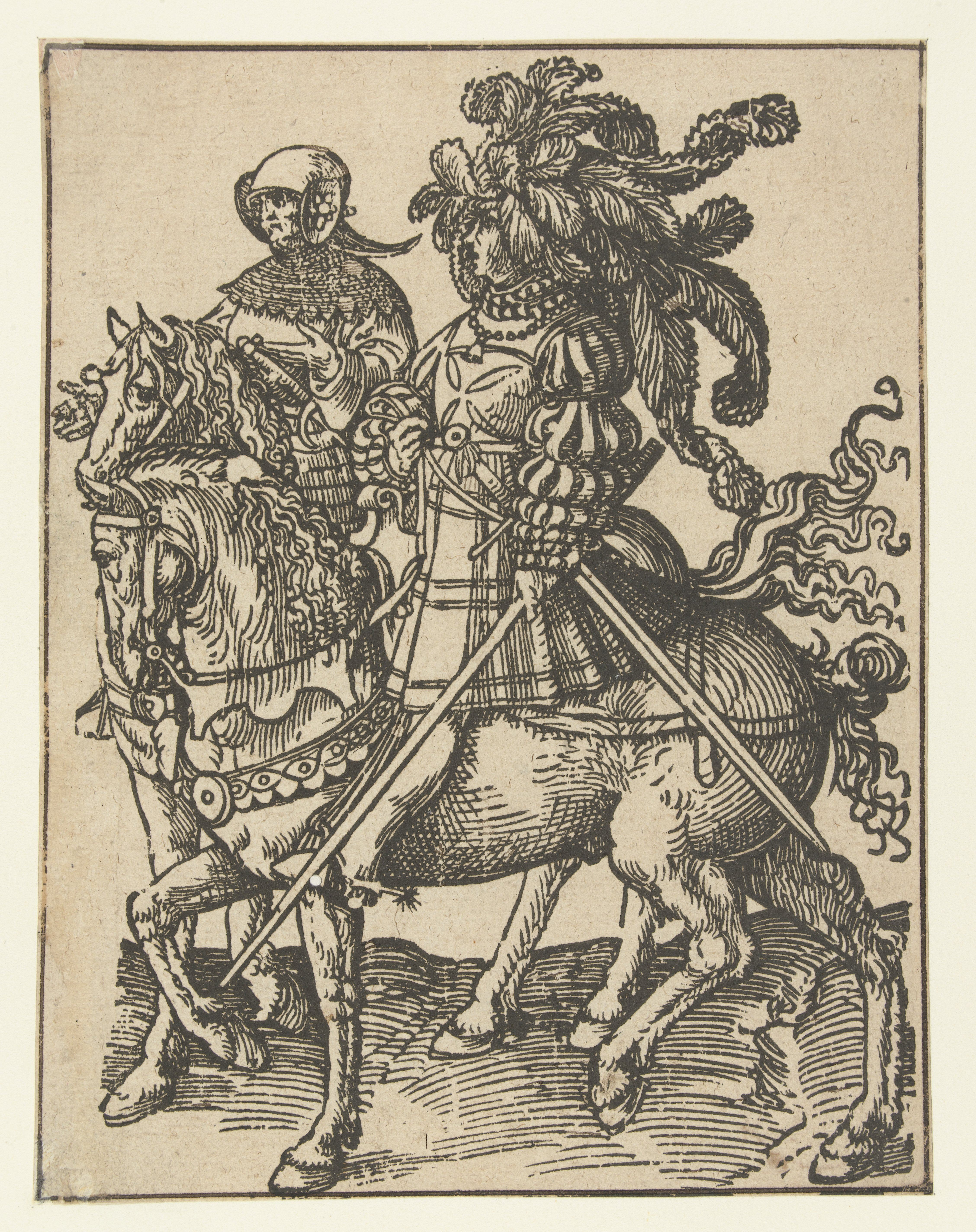
Albrecht (vorn) und sein Bruder Wilhelm (hinten), Stich von 1518

Die Beziehung Herzog Albrechts zur holländischen Adligen Aleida von Poelgeest sorgte allerdings innenpolitisch für Unruhe. Die städtische Partei der Kabeljauwen versuchte, mit Aleidas Hilfe ihren Einfluss an Albrechts Hof auszubauen, während die altadligen Hoeken mit seinem Sohn Wilhelm paktierten, der zu dieser Zeit mit der Verwaltung des Hennegaus betraut war (für die Hintergründe siehe Haken-und-Kabeljau-Krieg). Der Konflikt zwischen Vater und Sohn gipfelte 1392 in der wohl von den Hoeken veranlassten Ermordung Aleidas und des herzoglichen Hofmeisters Willem Cuser. Albrecht konnte sich schließlich durchsetzen, Wilhelm musste nach England fliehen. Bereits 1394 kam es aber zur Versöhnung der beiden und Wilhelm erhielt seine Statthalterrechte zurück.
Vater und Sohn führten mit erheblichem finanziellen Aufwand, aber ohne eindeutiges Ergebnis eine Reihe von Feldzügen gegen die aufständischen Friesen, die sich von Holland lossagen und direkt dem römisch-deutschen Kaiser unterstellen wollten.
Der englische König Richard II. nahm Albrecht 1397 als Ritter in den Hosenbandorden auf.

### Tod und Nachfolge
Albrecht I. starb am 16. Dezember 1404 nach über 46-jähriger Regentschaft. Er hatte das erst 1353 neu gebildete Herzogtum wirtschaftlich und innenpolitisch gefestigt und durch seine Heiratspolitik zu europäischer Größe gebracht. In seiner fast fünfzigjährigen Regierung entwickelte sich das Herzogtum Bayern-Straubing-Holland zu einem wichtigen Faktor in der europäischen Politik. Sein zweiter Sohn Albrecht II. verwaltete bis zu seinem Tode 1397 den Straubinger Landesteil, sein ältester Sohn Wilhelm II. wurde 1404 sein Nachfolger. Mit dem Tode des dritten Sohnes Johann III., der sich mit der Tochter Wilhelms II., Jakobäa, um die Herrschaft stritt, endete 1425 die wittelsbachische Linie Bayern-Straubing-Holland im Mannesstamm.
Albrecht wurde in der Hofkapelle in Den Haag neben seiner ersten Frau Margarete von Liegnitz-Brieg beigesetzt.

## Ehen und Nachkommen
Aus seiner am 19. Juli 1353 in Passau geschlossenen Ehe mit Margarete von Liegnitz-Brieg, einer Tochter von Herzog Ludwig I. von Liegnitz hatte Albrecht I. sieben Kinder:
- Katharina (1360–1402), ⚭ Herzog Wilhelm von Geldern und Jülich
- Johanna (1362–1386), ⚭ Wenzel von Luxemburg, der spätere böhmische König und römisch-deutsche König,
- Margarete (1363–1423), ⚭ Johann Ohnefurcht, späterer Herzog von Burgund, am 12. April 1385 auf der Doppelhochzeit von Cambrai
- Wilhelm II. (1365–1417), Herzog von Straubing-Holland
- Albrecht II. (1368–1397), Statthalter von Bayern-Straubing
- Johann III. (1374–1425), Herzog von Straubing-Holland
- Johanna Sophie (1377–1410), ⚭ Herzog Albrecht IV. von Österreich

Nachdem seine erste Ehefrau 1386 gestorben war, heiratete Albrecht am 30. März 1394 in Köln Margarete von Kleve. Diese Verbindung blieb kinderlos.
Albrecht hat außerdem in Holland acht uneheliche Kinder mit verschiedenen Frauen gezeugt:
- Willem van Beieren van Schagen (ca. 1389–1473), auch Bastard von Holland genannt[6], Sohn der Jonkvrouw Maria van Bronckhorst; erhielt 1427 die Herrschaft Schagen und wurde Admiral von Holland. Seine Nachfahren im Mannesstamm existierten in den Niederlanden noch über viele Generationen, bis hin zu Albrecht Nicolaas van Beieren van Schagen (1666–1727). Name und Wappen gingen dann an die Familie Van Aerssen über.
- Eduard van Beieren-Hoogwouderban-Aartswoud (ca. 1400–1458)[7], Herr auf Hoogwoud und Aertswoud, Baljuw von Den Haag und Rat am Hof von Holland
- Lodewijk van Beieren van Vlissingen, Herr zu Vlissingen
- Johanna van Beieren, ⚭ Guido, Bastard von Burgund (ca. 1396–1436), unehelicher Sohn des Herzogs Johann Ohnefurcht
- Margaretha van Beieren, ⚭ 1405 Dirk van Santhorst
- Nathalia van Beieren, ⚭ 1400 Berthold II. van Assendelft
- Dirk van Beieren, Dekan in Den Haag
- Adriaan van Beieren (ca. 1385–1418), Magistrat in Dordrecht, gefallen bei der Belagerung der Stadt 1418